# Ryōhei Arai (Fußballspieler)
Ryōhei Arai (japanisch 新井 涼平 Arai Ryōhei; * 3. November 1990 in der Präfektur Saitama) ist ein japanischer Fußballspieler.

## Karriere
Arai erlernte das Fußballspielen in der Jugendmannschaft von Omiya Ardija. Hier unterschrieb er am 1. Februar seinen ersten Profivertrag. Der Verein spielte in der höchsten Liga des Landes, der J1 League. Für den Verein absolvierte er fünf Erstligaspiele. Ende Juli 2010 wechselte er auf Leihbasis zum Zweitligisten FC Gifu, für welchen er bis Saisonende 2011 31 Zweitligaspiele absolvierte. 2012 wechselte er für eine Saison zum Zweitligisten Giravanz Kitakyushu. Für den Verein absolvierte er 34 Ligaspiele. 2012 wechselte er zum Erstligisten Giravanz Kitakyushu. Am Ende der Saison 2018 stieg der Verein in die J2 League ab. Im Februar 2013 unterschrieb er einen Vertrag beim Erstligisten Ventforet Kofu. Am Saisonende 2017 musste er mit dem Verein den Weg in die zweite Liga antreten. Nach insgesamt 209 Erst- und Zweitligaspielen wurde sein Vertrag Ende Juni 2022 aufgelöst. Anfang Juli 2022 zog es ihn nach Thailand. Hier unterschrieb er einen Vertrag beim Erstligaaufsteiger Sukhothai FC.